# La Groise
La Groise é uma comuna francesa na região administrativa de Altos da França, no departamento do Norte. Estende-se por uma área de 9.38 km². Em 2010 a comuna tinha 488 habitantes (densidade: 52 hab./km²).